# フレデリク・コレット
フレデリック・コレット（Frederik Jonas Lucian Bothfield Collett、1839年3月25日 – 1914年4月19日）はノルウェーの画家である。リレハンメルなどの風景を描いたことで知られる。

## 略歴
クリスチャニア（現在のオスロ）で生まれた。1685年にロンドンからクリスチャニアに移ってきたイギリス商人を祖先とし、祖父のヨナス・コレット(Jonas Collett:1772–1851)が1822年から1836年の間、ノルウェーの首相を務めた家柄である。父親も政府の高官で母親はフレデリック・コレットが生まれてすぐ亡くなった。士官学校で学ぶうちに画家になりたいと思うようになり、デュッセルドルフ美術アカデミーの教授のノルウェー出身の画家、ハンス・ギューデを1860年に父親と訪ね、ギューデから個人教授を受けた。ノルウェー出身のペーテル・ニコライ・アルボと友人になり、1861年に写生旅行をおこない、1862年にはアドルフ・ティーデマンとイギリスのウェールズに旅し、その頃、ウェールズで活動していたハンス・ギューデを訪ねた。デュッセルドルフではミューラー(Morten Müller)の私塾でも学び、デュッセルドルフ美術アカデミーのルドルフ・ヴィークマンのクラスにも参加した。デュッセルドルフの美術家協会、「Malkasten」の会員になり、デュッセルドルフで活動していた多くの北欧の画家と交流した。
1873年にフリッツ・タウロウとともにパリに旅した。1874年から1875年の間と1878年と1879年の間は、パリやバルビゾン村に住むカール・フレデリク・ヒルやベルント・リンドホルムといった画家のもとで活動し、バルビゾン派の画家の影響を受け、印象派のスタイルに近づいた。
1883年にリレハンメルを始めて訪れ、1886年から没するまで毎年冬に街を訪れた。リレハンメルなどの冬の風景が得意な題材になり、寒さの中で描くために1890年代にはソリのついた特注の移動可能な野外スタジオを制作した。夏は海岸で過ごすことが多かった。毎年、秋にオスロで開かれる展覧会に1885年から1912年の間に14回出展した。パリの万国博覧会、シカゴの万国博覧会の展覧会やストックホルムやサンクトペテルブルクの展覧会にも出展した。
経済的に恵まれていたためか作品数は多くなく生涯の作品数は230点ほどとされる。

## 作品

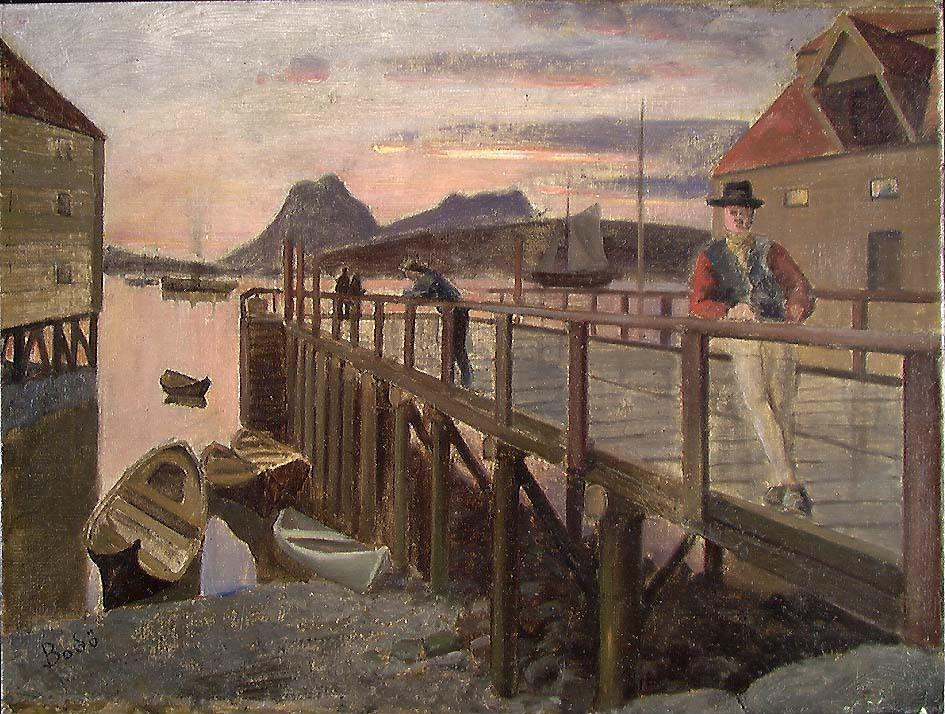
ボドーの埠頭
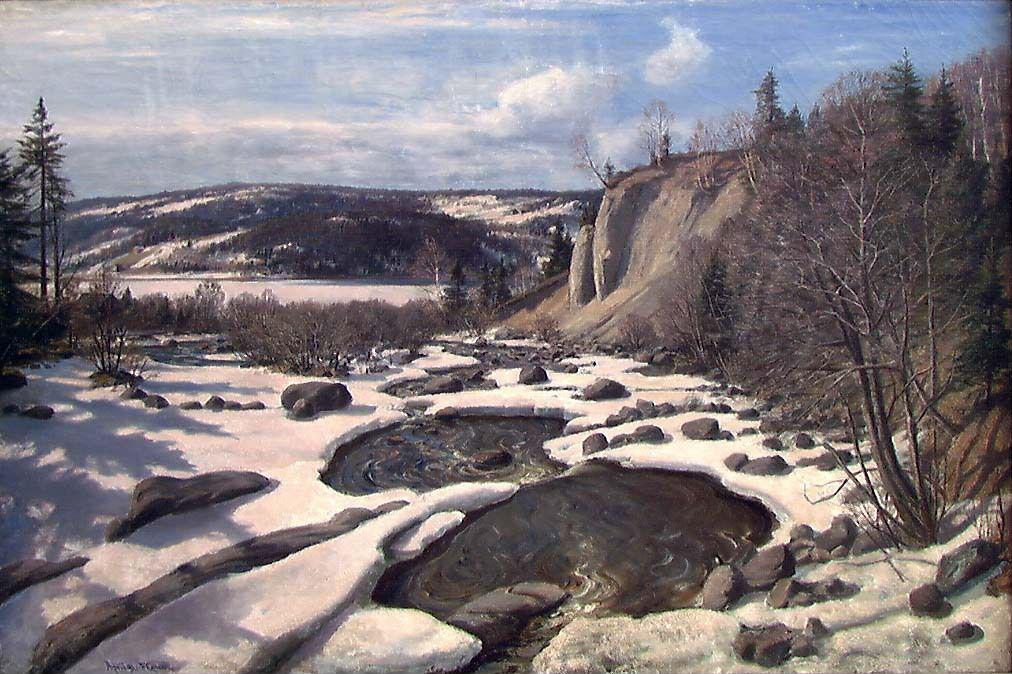
メスナ川の河口
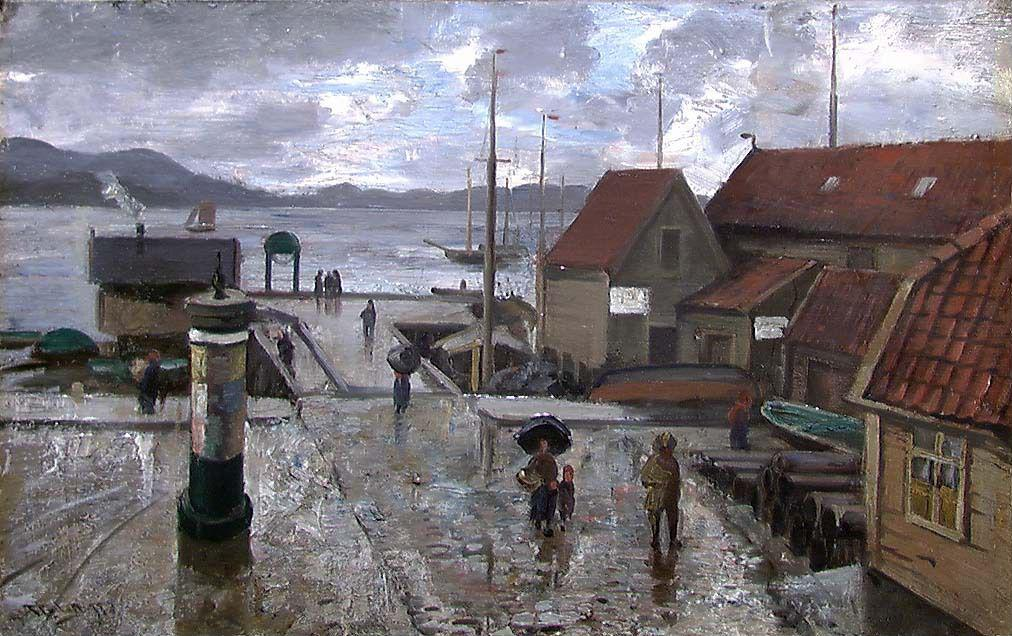
ベルゲンの港から
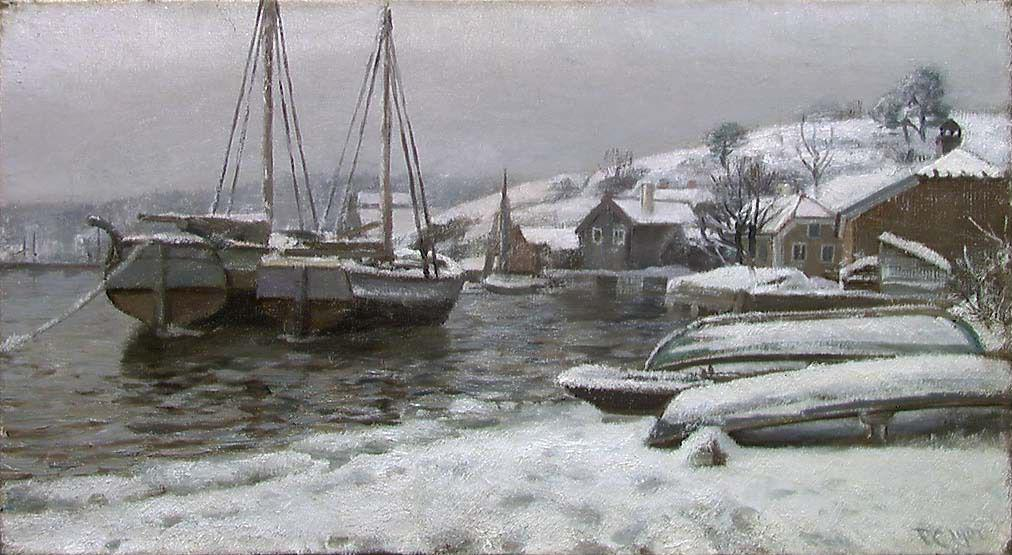
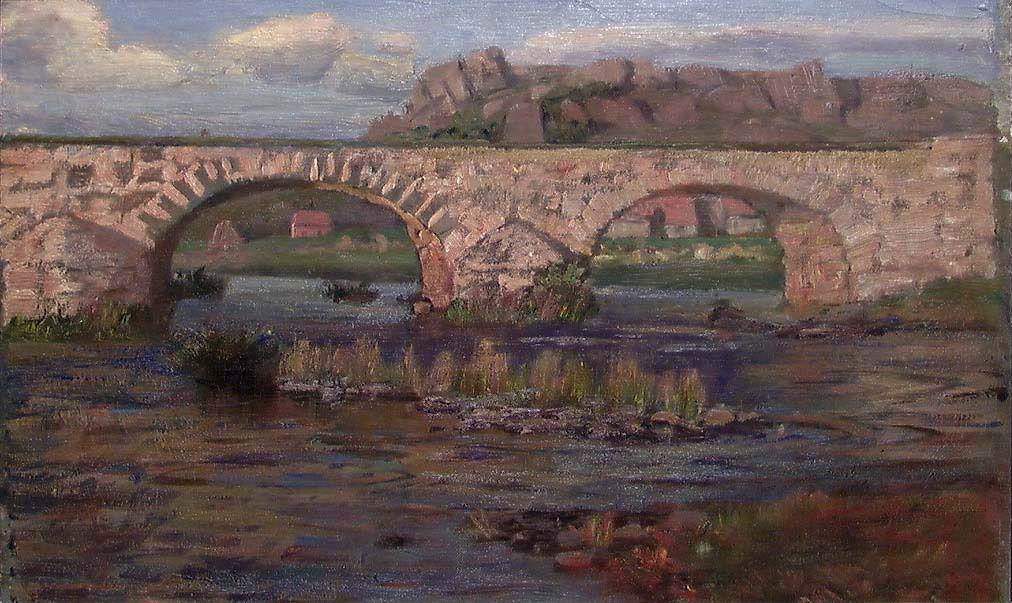
橋のある風景
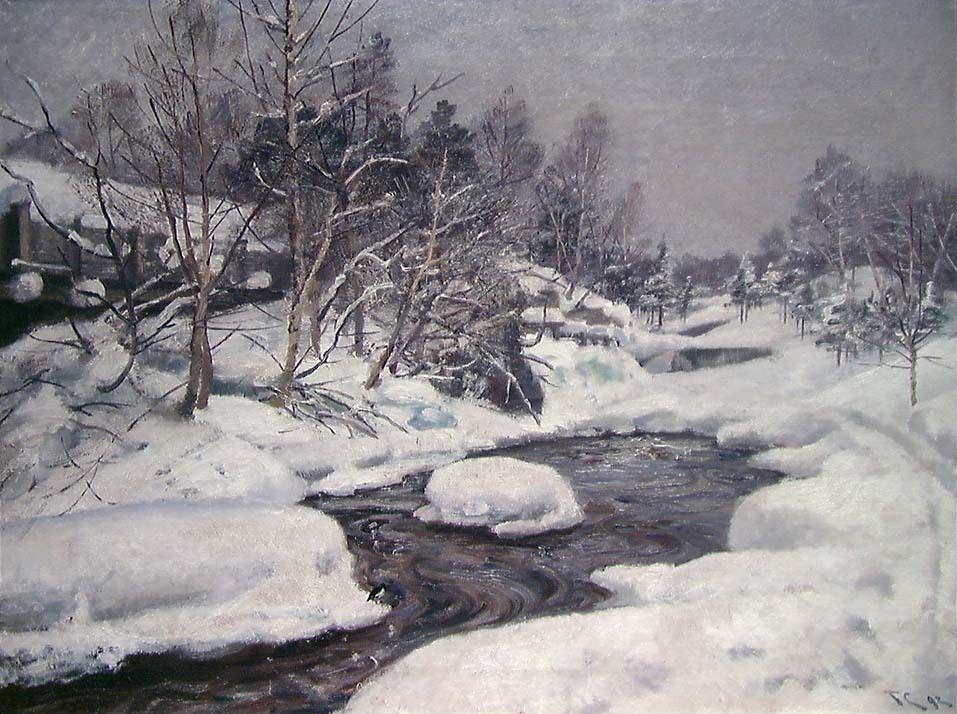
新雪